# Royal Borough of Greenwich
Royal Borough of Greenwich (Greenwich uttalas [ˈgɹɛnɪtʃ] eller [ˈgɹɪnɪtʃ]) är en kommun (London borough) i sydöstra London, som har fått namn efter stadsdelen Greenwich. Den bildades 1965 genom en sammanslagning av Greenwich och den del av Woolwich som låg söder om floden Themsen.

## Distrikt
Distrikt som helt eller delvis ligger i Greenwich:
- Abbey Wood
- Charlton
- Eltham
- Greenwich
- Kidbrooke
- Maze Hill
- Mottingham
- New Eltham
- Plumstead
- Shooter's Hill
- Westcombe Park
- Woolwich